# Hidalgo (állam)
Hidalgo Mexikó egyik szövetségi állama, az ország középső részén fekszik. Fővárosa Pachuca de Soto.

## Történet
A 7-től a 11. századig toltékok éltek a területen, akiket lerohantak a csicsimékek és központot hoztak létre Metztitlánban. Az aztékok a 12. században érkeztek és létrehozták az Azték Birodalmat, amely 1519-ig, a spanyol invázióig létezett. 1523-ban, a ferencesek érkezésével megkezdődött a helyiek keresztény hitre terítése. A spanyolok kézben tartották a bányákat és dolgoztatták az őslakosságot, amelynek népessége így jelentősen csökkent. Az állam 1869. január 16-án alakult, nevét Miguel Hidalgo y Costilláról, a mexikói függetlenségi háború egyik vezéralakjáról kapta. Az alapítástól Porfirio Díaz hatalomra kerüléséig a bányászat és a mezőgazdaság volt a meghatározó. Az 1880-as évek végén a telefonhálózat és útvonalak kiépítésével a gazdaság komoly fejlődésnek indult.

## Népesség
A legnagyobb indián csoportok az aztékok, az otomik és a tepehuák. 320 029 ember beszél valamilyen indián nyelvet. Az állam lakóinak 90%-a római katolikus vallású, de viszonylag jelentős a protestánsok aránya is.
Ahogy egész Mexikóban, a népesség növekedése Hidalgo államban is gyors, a lakosság jelentős része 30 év alatti. A népesség változásait szemlélteti az alábbi táblázat:
| Év   | Lakosság  |
| ---- | --------- |
| 1990 | 1 888 366 |
| 1995 | 2 112 473 |
| 2000 | 2 235 591 |
| 2005 | 2 345 514 |
| 2010 | 2 665 018 |

## Földrajz
Három részre osztható földrajzilag: Costa Plano, Keleti-Sierra Madre, Altiplano Meridional. A legmagasabb hegyek: Cerro la Peñuela (3350 m), Cerro el Jihuingo (3240 m), Cerro la Paila (3200 m), Cerro las Navajas (3180 m), Cerro el Agual Azul (3040 m) és Cerro la Estancia (3020 m). A fő folyók a Tula, az Amajac és a Metztitlán.

## Éghajlat
Három különböző éghajlat jellemző az állam területén.Az északi rész a legalacsonyabb és a hőmérséklet itt a legmagasabb. Itt a hőmérséklet nyáron a 44 °C-ot is elérheti. A kontinentális éghajlatú területeken szintén előfordul magas hőmérséklet, de szelesebb és felhősebb az időjárás. A hegyvidéki területeken az éjszakai fagyok még nyáron is igen gyakoriak. A jellemző növények itt a fenyő és a tölgy.

## Gazdaság
A fő iparágak a bányászat és a mezőgazdaság. A gazdasági növekedés az átlagnál magasabb, 7,7%-os. Az állam területe 2,1 millió hektár, ebből 30% művelhető. A lakosság 25%-a dolgozik a mezőgazdaságban. A fő termények az árpa, a búza, a zab, a bors és a veteménybab. Az erdők aránya 22%. A fő nyersanyagok a cink (18%), az ezüst (14,3%) és a mészkő (12,9%). Az aranyat, az ezüstöt és a rezet Pachuca de Soto és Zimapan területén bányásszák. A kereskedelem és a turizmus a lakosság 44%-át foglalkoztatja. Fontos az autó- és a vasútgyártás is, valamint sokan dolgoznak a textiliparban.

## Oktatás
Az 1999-2000-es tanévben 7421 iskola működött az állam területén. A diákok száma 743 771, a tanároké 33 994. A tanulók mindössze 19,4%-a jár középiskolába, 8,1% szakiskolába és 3% tanul a felsőoktatásban. Utóbbi képzésben résztvevők főleg Pachuca de Soto, Tula de Allende, Huejutla de Reyes, Ixmiquilpan és Tulancingo de Bravo községekben tanulnak. Az 5 évet betöltöttek 95%-a jár óvodába, a 6 évnél idősebb gyerekek pedig 93,5%-a általános iskolába. Az Universidad Autónoma del Estado de Hidalgo az állam legnagyobb egyeteme. 1869-ben alakult Instituto Literario y Escuela de Artes y Oficios néven. A mexikói forradalom alatt többször bezárt, de 1925-ben újra kinyitotta kapuit, majd mérnöki és orvosi karral is bővült.

## Turizmus

### Műemlékek, építészeti emlékek

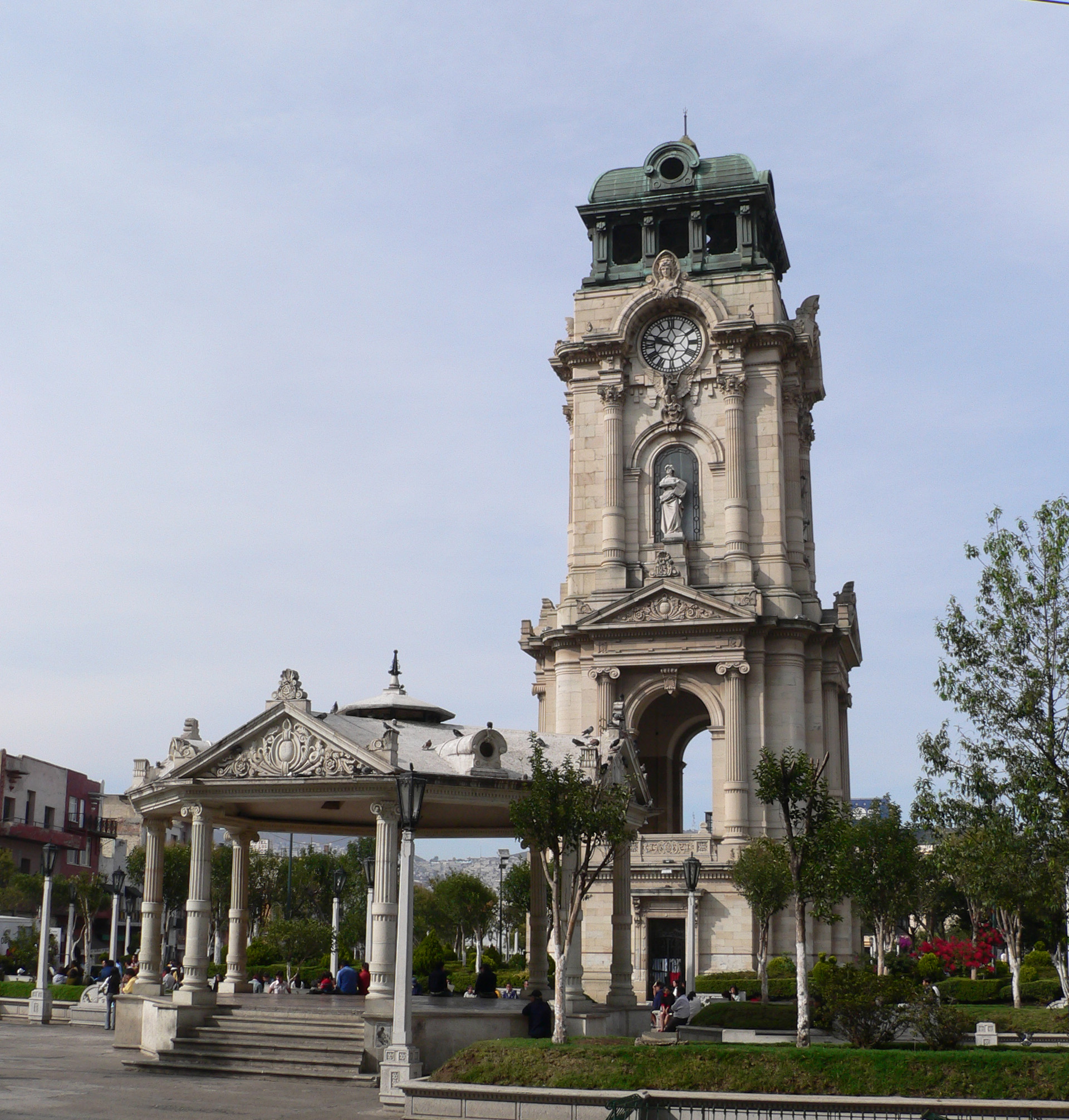
A pachucai óratorony

Az állam területén nagyon sok régi épület található. A Pachuca városában fellelhető számos műemlék (melyek közül kiemelkedik a Cajas Reales, a Casa del Conde de Rule, a Bancomer-épület, az óratorony és két színház) mellett nevezetes a huichapani községi palota és az úgynevezett Chapitel, ahol 1812-ben Ignacio López Rayón és Andrés Quintana Roo az ország története során először emlékezett meg a függetlenségi kiáltványról, valamint a huejutlai óratorony.
A világörökségi várományosi listán szerepel az állam déli részét és México államot összekötő, körülbelül 42 km-es Tembleque atya vízvezetéke, mely a 16. század közepén épült.

### Természeti látnivalók
Hidalgo talán legismertebb szépségei a Mexikó 13 természeti csodája közé is beválasztott Santa María Regla-i bazaltoszlopok, melyek Huasca de Ocampo község területén, az állam keleti részén találhatók.